# Alseny Diaby
Alseny Diaby – gwinejski piłkarz grający na pozycji prawego obrońcy. W swojej karierze grał w reprezentacji Gwinei.

## Kariera reprezentacyjna
W 1980 roku Camara został powołany do reprezentacji Gwinei na Puchar Narodów Afryki 1980. Zagrał w nim w trzech meczach grupowych: z Marokiem (1:1), z Ghaną (0:1) i z Algierią (2:3).